# Khalq
Khalq (en persa y pastún: خلق, que significa «masas» o «pueblo») fue una de las facciones dentro del Partido Democrático Popular de Afganistán (PDPA). Sus principales líderes fueron Nur Muhammad Taraki, quien estuvo al frente entre 1967 y 1979, y Hafizullah Amin en 1979.Además, Khalq también daba nombre a un periódico de orientación izquierdista vinculado al movimiento. Esta facción surgió en 1967 como resultado de una división dentro del partido, motivada por una fuerte rivalidad con la facción Parcham, con la que mantenía diferencias en cuanto a estrategias revolucionarias.
La facción Khalq estaba conformada principalmente por pastunes de origen rural, en su mayoría provenientes de la región de Loya Paktia, en Afganistán. Sus líderes promovían un enfoque basado en la movilización de masas y defendían la lucha de clases como medio para derrocar el sistema existente y propiciar transformaciones políticas, económicas y sociales.En 1978, tras la Revolución de Saur, asumieron el control de la República Democrática de Afganistán. Durante su gobierno, implementaron reformas radicales y llevaron a cabo una dura represión contra la oposición, estableciendo un estado policial dirigido inicialmente por la AGSA y luego por la KAM. La brutalidad de estas medidas provocó el levantamiento de diversas minorías religiosas y étnicas dentro del país, impulsando a muchos a unirse a grupos islamistas exiliados en Pakistán. El dominio de Khalq llegó a su fin en diciembre de 1979, cuando la intervención militar soviética derrocó a Hafizullah Amin.

## Historia política temprana
El 1 de enero de 1965, el Partido Democrático Popular de Afganistán llevó a cabo su primer Congreso. En este encuentro, 27 personas se reunieron en la residencia de Nur Muhammad Taraki en Kabul, donde se decidió su estructura de liderazgo. Taraki fue elegido como Secretario General del PDPA, mientras que Babrak Karmal asumió el cargo de Secretario General Adjunto. Además, se conformó un Comité Central, también conocido como Politburó, integrado por cinco miembros.
En 1969, Hafizullah Amin se convirtió en el único miembro de la facción Khalq dentro del PDPA en ser elegido para el Parlamento.

### Khalq - División Parcham del PDPA
El partido sufrió un debilitamiento debido a intensas rivalidades internas, que en algunas ocasiones derivaron en enfrentamientos violentos. La facción Khalq tenía una base más tribal, mientras que Parcham contaba con un respaldo mayor entre la población urbana y las clases medias.A nivel ideológico, Karmal y Taraki discrepaban en su visión sobre el potencial revolucionario de Afganistán.
- Taraki sostenía que la revolución podía alcanzarse siguiendo el modelo leninista clásico, a través de la creación de un partido obrero con una estructura altamente disciplinada.
- Karmal, en cambio, veía a Afganistán como un país demasiado subdesarrollado para aplicar una estrategia leninista. En su lugar, abogaba por la formación de un frente democrático nacional que reuniera fuerzas patrióticas y antiimperialistas, con el objetivo de preparar el terreno para una futura revolución socialista.

Su periódico tuvo una gran acogida, especialmente entre los estudiantes. Su primera edición alcanzó una venta de 20.000 ejemplares, mientras que las siguientes lograron alrededor de 10.000 copias cada una, aunque solo se publicaron seis ediciones en total. El 23 de mayo de 1966, las autoridades decidieron cerrar Khalq, acusándolo de ser antiislámico, anticonstitucional y contrario a la monarquía. Posteriormente, la facción liderada por Karmal lanzó Parcham, un semanario que estuvo en circulación entre marzo de 1968 y julio de 1969. Sin embargo, Parcham también fue clausurado en junio de 1969, poco antes de las elecciones parlamentarias.

### Revolución Republicana de 1973
La facción Khalq quedó fuera del nuevo gobierno debido a su falta de conexiones políticas y su postura de no cooperación. Tras la toma de posesión del ex primer ministro Mohammed Daud Khan, Taraki intentó, sin éxito, formar un frente unido para asegurar puestos gubernamentales para sus seguidores. Aunque los khalqistas se presentaban como más izquierdistas e independientes de la Unión Soviética en comparación con Parcham, su respaldo entre la población era débil y se concentraba principalmente en el ejército. Como consecuencia, abandonaron su enfoque tradicional en el reclutamiento de la clase trabajadora y se centraron en fortalecer su influencia dentro del cuerpo de oficiales. Su presencia en la Universidad de Kabul también fue limitada.
En 1973, la facción Khalq intensificó sus esfuerzos para atraer a militares a sus filas. Taraki había liderado previamente la actividad de Khalq dentro del ejército, pero ese mismo año delegó las tareas de reclutamiento en Amin. Esta estrategia resultó altamente efectiva, y para abril de 1978, cuando ocurrió el golpe comunista, Khalq superaba en número a Parcham en una proporción de dos o tres a uno. La unificación entre ambas facciones, impulsada por Moscú, pudo haber sido un intento de preparar una transición pacífica que eventualmente marginara a una de ellas. Sin embargo, la alianza entre Khalq y Parcham se desmoronó rápidamente. El asesinato de Mir Akbar Khyber, un influyente líder izquierdista, generó una fuerte conmoción dentro del PDPA. Aunque el gobierno condenó públicamente el crimen, los dirigentes del partido sospecharon que Daud planeaba eliminarlos. Ante esta amenaza, las facciones Khalq y Parcham dejaron de lado sus diferencias y se unieron en un esfuerzo conjunto para derrocar al gobierno.
Antes del golpe comunista, Hafizullah Amin fue el único miembro del Comité Central que no fue detenido de inmediato. A diferencia de los miembros del Politburó del PDPA, quienes fueron encarcelados el 25 de abril de 1978, Amin logró evitar su arresto por varias horas. Durante ese tiempo, sin contar con la autoridad formal y mientras sus compañeros seguían en prisión, dio órdenes a los oficiales khalqistas del ejército para ejecutar el derrocamiento del gobierno.
Las células khalqis del Ejército se prepararon para un levantamiento a gran escala. El 27 de abril, los líderes militares de Khalq dieron la orden a las unidades de las fuerzas armadas de iniciar la revolución. Durante el golpe, el coronel khalqista Mohammad Aslam Watanjar asumió el mando de las tropas en tierra, logrando el control de Kabul. Paralelamente, el coronel Abdul Qadir, al frente de los escuadrones de la Fuerza Aérea, dirigió un ataque masivo contra el Palacio Real. En el asalto, el presidente Mohammed Daud Khan y la mayor parte de su familia, incluidas mujeres y niños, fueron asesinados.

## Revolución de Saur (abril de 1978 – abril de 1992)
La Revolución de Saur, nombre que el nuevo gobierno otorgó a su golpe de Estado en referencia al mes del calendario persa en que ocurrió, fue principalmente obra de la facción Khalq del PDPA. Su triunfo se debió, en parte, a un error de cálculo por parte de Daud, quien consideró a Parcham como la mayor amenaza. Este éxito permitió a Khalq consolidar su dominio sobre las fuerzas armadas, lo que le otorgó una ventaja significativa sobre su facción rival, Parcham. En los primeros meses tras la revolución, el gabinete quedó dividido en once frentes, con Khalq ocupando la mayoría de los cargos.

### Khalq como Gobierno (abril de 1978 – diciembre de 1979)
Al comienzo, el gobierno revolucionario de Khalq contó con cierto respaldo entre la población afgana, en gran medida gracias a su programa de reforma agraria. No obstante, hacia finales de 1978, su enfoque moderado del marxismo comenzó a radicalizarse cada vez más.Con el tiempo, el régimen adoptó una postura más abierta y simbólica en su ideología, lo que incluyó el reemplazo de la bandera nacional por una de color rojo.

### Gobierno de Parcham y la invasión soviética (diciembre de 1979 – abril de 1989)
Las tensiones entre los khalqis y parchamis fracturaron el ejército, ya que los líderes de Khalq, temiendo una organización clandestina parchami, realizaron purgas masivas. Gracias a Amin, en los años 70, el cuerpo de oficiales quedó dominado por Khalq. Sin embargo, el ejército no fue inmune al descontento. A medida que el régimen endurecía su represión, los soldados comenzaron a desertar y amotinarse. En marzo de 1979, Herat fue escenario de un levantamiento apoyado por la guarnición local. Durante la revuelta, los insurgentes masacraron a ciudadanos soviéticos y miembros del gobierno khalqis .
El dominio khalqi en las fuerzas militares, resultado de la purga de los parchamis, obligó a los soviéticos a depender de oficiales khalqis para reorganizar el ejército. Sin embargo, estos resentían el trato preferencial que el gobierno parchami otorgaba a sus propios miembros y, en muchos casos, colaboraban con los muyahidines. Acusaban a los oficiales parchamis de usarlos como carne de cañón y criticaban que los jóvenes parchamis fueran eximidos del servicio militar. En 1980, durante el desfile de abril en conmemoración de la Revolución de Saur, varios cuerpos de tanques continuaron ondeando la bandera roja de Khalq en desafío a la nueva insignia nacional de Babrak Karmal.
Dentro del Khalq también surgieron divisiones entre los seguidores de Taraki y los de Amin. Asadulá Sarvari y Said Mohammad Gulabzoi encabezaban el grupo pro-Taraki, que se autodenominaba "Khalqis de principios". Este sector tuvo varios enfrentamientos con el gobierno de Karmal.

## PDPA-Khalq (1989-presente)

### Guerra civil afgana (1992-2001)
Al final, muchos antiguos khalqis se aliaron con los talibanes o con caudillos muyahidines tras la caída del gobierno de Najibulá en abril de 1992. Un ejemplo claro fue el apoyo que Gulbudin Hekmatiar recibió de la mayoría pastún radical del khalqismo, incluyendo al ministro del Interior, Raz Mohammad Paktin, y al ministro de Defensa, Mohammad Aslam Watanjar. Además, según fuentes diplomáticas occidentales, el general Tanai ayudó a los talibanes proporcionando oficiales militares cualificados. Los khalqis también estuvieron al mando de la pequeña fuerza aérea, la artillería y los tanques del Talibán.
Así, la facción Khalqi volvió a involucrarse en la guerra, empleando a sus pilotos para operar los cazas MiG-21 y Sukhoi de los restos de la Fuerza Aérea Afgana, así como para manejar tanques y artillería soviética. Sin un gobierno central y divididos entre distintos grupos, los khalqis se convirtieron en meros peones dentro de la Guerra Civil Afgana entre la Alianza del Norte y los talibanes.

## Miembros destacados
- Hafizullah Amin
- Nur Muhammad Taraki
- Mohammad Aslam Watanjar
- Said Mohammad Gulabzoi
- Assadullá Sarvari